# Malte Gårdinger
Lars Malte Isidor Myrenberg Gårdinger, född 23 juli 2000 i Sankt Matteus församling i Stockholm, är en svensk skådespelare.
Han är son till modellen och programledaren Pontus Gårdinger.
Mellan 2016 till 2019 gick Malte Gårdinger på Stockholms Estetiska Gymnasium i Liljeholmen. 
Gårdinger har medverkat i ett flertal film- och serieproduktioner, i bland andra rollen som August i Netflixserien Young Royals. År 2023 medverkade han SVT:s julkalender Trolltider – legenden om Bergatrollet i rollen som trollet Kotte.
År 2021 släppte han, under artistnamnet GIBBON, singeln "Nära vän" tillsammans med NONNI.

## Filmografi
- 2014 – Sune i fjällen
- 2017 – Jordskott (TV-serie)
- 2020 – Sjukt oklar (TV-serie)
- 2020 – Morden i Sandhamn (TV-serie)
- 2021–2024 – Young Royals (TV-serie)
- 2021 – Skitsamma (TV-serie)
- 2021 – Gåsmamman (TV-serie)
- 2022 – Lyckoviken (TV-serie)
- 2023 – Fejk (TV-serie)
- 2023 – Trolltider – legenden om bergatrollet (TV-serie)
- 2023 – Ett sista race
- 2025 – Handbok för superhjältar
- 2025 – The Ugly Stepsister
- 2026 – Vaka (TV-serie)